# Gran Premio Ciudad de Buenos Aires
El Gran Premio Ciudad de Buenos Aires es una carrera de caballos clásica de Grupo 1 en la escala internacional, que se disputa en la arena del Hipódromo de Palermo sobre la distancia de 1000 metros. A partir de la década de 2000, se lleva a cabo en la misma jornada en la que se disputan los clásicos Gran Premio República Argentina para fondistas de ambos sexos, Gran Premio de las Américas-OSAF para milleros, Gran Premio Criadores para fondistas hembras, Gran Premio Jorge de Atucha para potrancas y Gran Premio Montevideo para potrillos.

## Últimos ganadores del Ciudad de Buenos Aires
| Año  | Ganador              | País | Jockey               | País | Padrillo        | País | Yegua Madre       | País | Criador                     | Caballeriza           | Colores            |
| ---- | -------------------- | ---- | -------------------- | ---- | --------------- | ---- | ----------------- | ---- | --------------------------- | --------------------- | ------------------ |
| 2025 | El Mejor Recuerdo    |      | Eduardo Ortega Pavón |      | Il Campione     |      | Sabiamente        |      | Haras El Paraíso            | Haras Don Julián      |                    |
| 2024 | Labrado              |      | Wilson Moreyra       |      | Le Blues        |      | Sabrina Land      |      | Haras El Paraíso            | Don Ariel             |                    |
| 2023 | Girona Fever         |      | Federico Piriz       |      | Texas Fever     |      | Something Dixie   |      | Criado en Uruguay           | Uruimporta            |                    |
| 2022 | Luthier Blues        |      | Brian Enrique        |      | Le Blues        |      | House Rules       |      | Haras El Paraíso            | Kirby's               |                    |
| 2021 | Fondo Tropical       |      | Rodrigo Blanco       |      | Zensational     |      | Fauna Silvestre   |      | La Pasión                   | El Basti              |                    |
| 2020 | No hubo por pandemia |      |                      |      |                 |      |                   |      |                             |                       |                    |
| 2019 | Elogiado             |      | Pablo Falero         |      | Archipenko      |      | Ellie             |      | Haras La Quebrada           | Santa Elena           | Horse racing silks |
| 2018 | Sublime Boy          |      | Edgardo Patriarca    |      | Sidney's Candy  |      | Srta. Pete        |      | Haras Rancho Grande         | Kevin-Alexis          | Horse racing silks |
| 2017 | Glory Seattle        |      | Jorge Peralta        |      | Seattle Fitz    |      | The Best Glory    |      | Haras Firmamento            | Yaveran               | Horse racing silks |
| 2016 | Humor Ácido          |      | Pablo Falero         |      | Emperor Richard |      | Hail To Humor     |      | Haras La Pasión             | La Tutina             | Horse racing silks |
| 2015 | Lenovo               |      | Gustavo Calvente     |      | Roman Ruler     |      | La Piradita       |      | Haras Vacación              | La Juventus           | Horse racing silks |
| 2014 | Lenovo               |      | Gustavo Calvente     |      | Roman Ruler     |      | La Piradita       |      | Haras Vacación              | La Juventus           | Horse racing silks |
| 2013 | Watch Her            |      | Edwin Talaverano     |      | Mutakddim       |      | Wally             |      | Haras La Quebrada           | La Quebrada           | Horse racing silks |
| 2012 | Charles King         |      | Pablo Falero         |      | Alpha Plus      |      | Jane Queen        |      | Haras Panamericano          | La Reina              | Horse racing silks |
| 2011 | Sembra Fe            |      | Andrea Marinhas      |      | Manipulator     |      | Siembra Pasión    |      | Haras El Tala               | Arcángel              | Horse racing silks |
| 2010 | Filoso Emperor       |      | Jorge Ricardo        |      | Emperor Jones   |      | Filis             |      | Haras Firmamento            | Rubio B.              | Horse racing silks |
| 2009 | Qué Vida Buena       |      | Pablo Falero         |      | Bernstein       |      | Queen Tango       |      | Haras Santa María de Araras | Santa María de Araras | Horse racing silks |
| 2008 | Lady Sprinter        |      | Jorge Ricardo        |      | Orientate       |      | Passionate Player |      | Gainesway Th. Ltd.          | Rubio B.              | Horse racing silks |
| 2007 | Storm Marcopolo      |      | Jorge Ricardo        |      | Bernstein       |      | Marplatense Soy   |      | Haras La Biznaga            | Rubio B.              | Horse racing silks |
| 2006 | Anjiz Star           |      | Pablo Falero         |      | Anjiz           |      | Super Sister      |      | Equipraxis                  | América               | Horse racing silks |
| 2005 | Jolly                |      | Gonzalo Hahn         |      | Southern Halo   |      | Javelin           |      | Haras La Quebrada           | Green & Black         | Horse racing silks |
| 2004 | Forty Doriana        |      | Jorge Valdivieso     |      | Roar            |      | Doryl             |      | Haras La Biznaga            | La Biznaga            | Horse racing silks |
| 2003 | Symbolic             |      | Jacinto Herrera      |      | Mutakddim       |      | Sweet Sylvia      |      | Haras La Quebrada           | La Quebrada           | Horse racing silks |
| 2002 | Rocking Trick        |      | Pablo Falero         |      | Phone Trick     |      | Razzi Cat         |      | Haras Vacación              | Vacación              | Horse racing silks |
| 2001 | Beauty Melody        |      | Pablo Falero         |      | O'Martin        |      | Beth's Melody     |      | Haras Vacación              | Vacación              | Horse racing silks |
| 2000 | Not For Sale         |      | Juan Ublich          |      | Parade Marshal  |      | Love For Sale     |      | Haras El Candil             | Franquito             | Horse racing silks |
| 1999 | Final Meeting        |      | Néstor Oviedo        |      | Señor Pete      |      | Final Reunion     |      | Haras La Quebrada           | Las Telas             | Horse racing silks |
| 1998 | Tough Golda          |      | Pablo Falero         |      | Tough Critic    |      | Crown Golda       |      | Haras Ojo de Agua           | Vacación              | Horse racing silks |
| 1997 | Emigrant             |      | Pablo Falero         |      | Candy Stripes   |      | Emece             |      | Haras Abolengo              | San Francisco R.      |                    |
| 1996 | Preflorada           |      | Guillermo Sena       |      | Choir Prospect  |      | Generala Flower   |      | Haras Vencedor              | Stud Hs. Vencedor     | Horse racing silks |
| 1995 | Wally                |      | Jacinto Herrera      |      | Southern Halo   |      | Welcome           |      | Haras La Quebrada           | La Quebrada           | Horse racing silks |
| 1994 | Gouache              |      | Jacinto Herrera      |      | Southern Halo   |      | Aquarelle         |      | Haras La Quebrada           | La Quebrada           | Horse racing silks |
| 1993 | Paranoide            |      | Elvio Bortulé        |      | Friul           |      | Sicopatona        |      | Emilio Delgado              | Tuturutaina           | Horse racing silks |